# Gladiators Trenčín
A Gladiators Trenčín (2014-ig CityU Gladiators Trenčín) egy szlovák egyetemi jégkorongcsapat Trencsénben. A csapatot 2012-ben alapították, és az Európai Egyetemi Jégkorong Ligában játszik, ahol az egyetlen csapat, amelyik a bajnokság megalapítása óta folyamatosan játszik. A klub a Trencséni Alexander Dubček Egyetem et képviseli. A hazai mérkőzéseit a 6 150 férőhelyes Pavol Demitra Jégcsarnokban játssza.

## Története

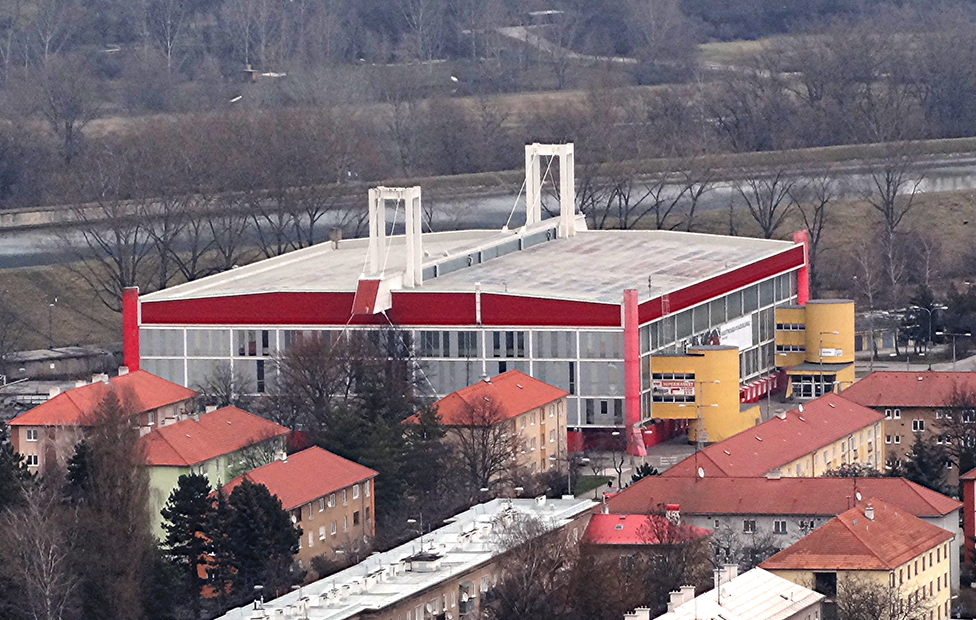
A csapat otthona, a Pavol Demitra Jégcsarnok

A klubot 2012-ben alapították.

## Statisztikák
| Alapszakasz | Alapszakasz                           | Alapszakasz                           | Alapszakasz                           | Alapszakasz                           | Alapszakasz                           | Alapszakasz                           | Alapszakasz                           | Alapszakasz                           | Rájátszás                                         | Rájátszás                                                | Rájátszás                                                |
| Szezon      | LM                                    | GY                                    | GY.H.                                 | V. H.                                 | V                                     | G                                     | P                                     | Helyezés                              | Negyeddöntő                                       | Elődöntő                                                 | Döntő                                                    |
| ----------- | ------------------------------------- | ------------------------------------- | ------------------------------------- | ------------------------------------- | ------------------------------------- | ------------------------------------- | ------------------------------------- | ------------------------------------- | ------------------------------------------------- | -------------------------------------------------------- | -------------------------------------------------------- |
| 2013–14     | 10                                    | 3                                     | 3                                     |                                       | 4                                     | 34:39                                 | 9                                     | 4.                                    | Vereség az UK Praha ellen (0-2)                   | -                                                        | -                                                        |
| 2014–15     | 16                                    | 7                                     | 3                                     | 0                                     | 6                                     | 61:59                                 | 18                                    | 5.                                    | Győzelem az STU Engineers ellen (2:1 h.u.)        | Vereség az UK Praha ellen (1-2)                          | -                                                        |
| 2015–16     | 18                                    | 8                                     | 2                                     | 0                                     | 8                                     | 80:72                                 | 28                                    | 5.                                    | Vereség a PPWSZ Podhale Nowy Targ ellen (0-2)     | -                                                        | -                                                        |
| 2016–17     | 16                                    | 6                                     | 0                                     | 1                                     | 9                                     | 57:72                                 | 19                                    | 7.                                    | Vereség az UMB Hockey Team ellen (0-2)            | -                                                        | -                                                        |
| 2017–18     | 18                                    | 5                                     | 0                                     | 2                                     | 11                                    | 57:85                                 | 17                                    | 4.                                    | Nem jutott be a rájátszásba                       | Nem jutott be a rájátszásba                              | Nem jutott be a rájátszásba                              |
| 2018–19     | 16                                    | 11                                    | 0                                     | 3                                     | 2                                     | 96:46                                 | 39                                    | 1.                                    | Győzelem a University Shields Olomouc ellen (2-0) | Győzelem a Engineers Prague ellen (2-1)                  | Vereség az UMB Hockey Team ellen (2-2)                   |
| 2019–20     | 12                                    | 8                                     | 0                                     | 0                                     | 4                                     | 66:39                                 | 24                                    | 3.                                    | Győzelem a Sapientia U23 ellen (2-0)              | A Covid-19-járvány miatt félbe lett szakítva a rájátszás | A Covid-19-járvány miatt félbe lett szakítva a rájátszás |
| 2020–21     | A Covid-19-járvány a szezont törölték | A Covid-19-járvány a szezont törölték | A Covid-19-járvány a szezont törölték | A Covid-19-járvány a szezont törölték | A Covid-19-járvány a szezont törölték | A Covid-19-járvány a szezont törölték | A Covid-19-járvány a szezont törölték | A Covid-19-járvány a szezont törölték | A Covid-19-járvány a szezont törölték             | A Covid-19-járvány a szezont törölték                    | A Covid-19-járvány a szezont törölték                    |
| 2021–22     | 11                                    | 9                                     | 0                                     | 1                                     | 1                                     | 72:27                                 | 28                                    | 1.                                    | -                                                 | Győzelem az UMB Hockey Team ellen (2-0)                  | Győzelem az UK Praha ellen (3-0)                         |
| 2022–23     | 14                                    | 10                                    | 0                                     | 1                                     | 3                                     | 101:55                                | 28                                    | 1.                                    | -                                                 | Győzelem az UHT Sabers Oświęcim ellen (3-1)              | Győzelem az UMB Hockey Team ellen (3-1)                  |
| 2023–24     | 14                                    | 10                                    | 2                                     | 1                                     | 1                                     | 80:36                                 | 35                                    | 1.                                    | -                                                 | Győzelem a Philosophers Nitra ellen (3-1)                | Győzelem az UMB Hockey Team ellen (3-1)                  |
| 2024–25     | 12                                    | 9                                     | 0                                     | 0                                     | 3                                     | 48:38                                 | 27                                    | 2.                                    | -                                                 | Vereség az UNI Győr ETO HC ellen (1-3)                   | -                                                        |